# Osli
Osli è un comune di 896 abitanti situato nella contea di Győr-Moson-Sopron, nell'Ungheria nordoccidentale.